# Clemente de Constantinopla
Clemente de Constantinopla (em grego: Κλήμης; m. depois de 1667) foi patriarca ecumênico de Constantinopla por 42 dias em 1667. Ele era bispo metropolitano de Icônio quando foi eleito em 9 de setembro. Uma pessoa rude e sem educação formal, sua eleição não foi reconhecida pelo Santo Sínodo, que protestou ao sultão Maomé IV, o Caçador, que o depôs em 21 de outubro.